# Upeneus asymmetricus
Upeneus asymmetricus är en fiskart som beskrevs av Lachner, 1954. Upeneus asymmetricus ingår i släktet Upeneus och familjen mullefiskar. Inga underarter finns listade i Catalogue of Life.